# Konsul Trapps plats

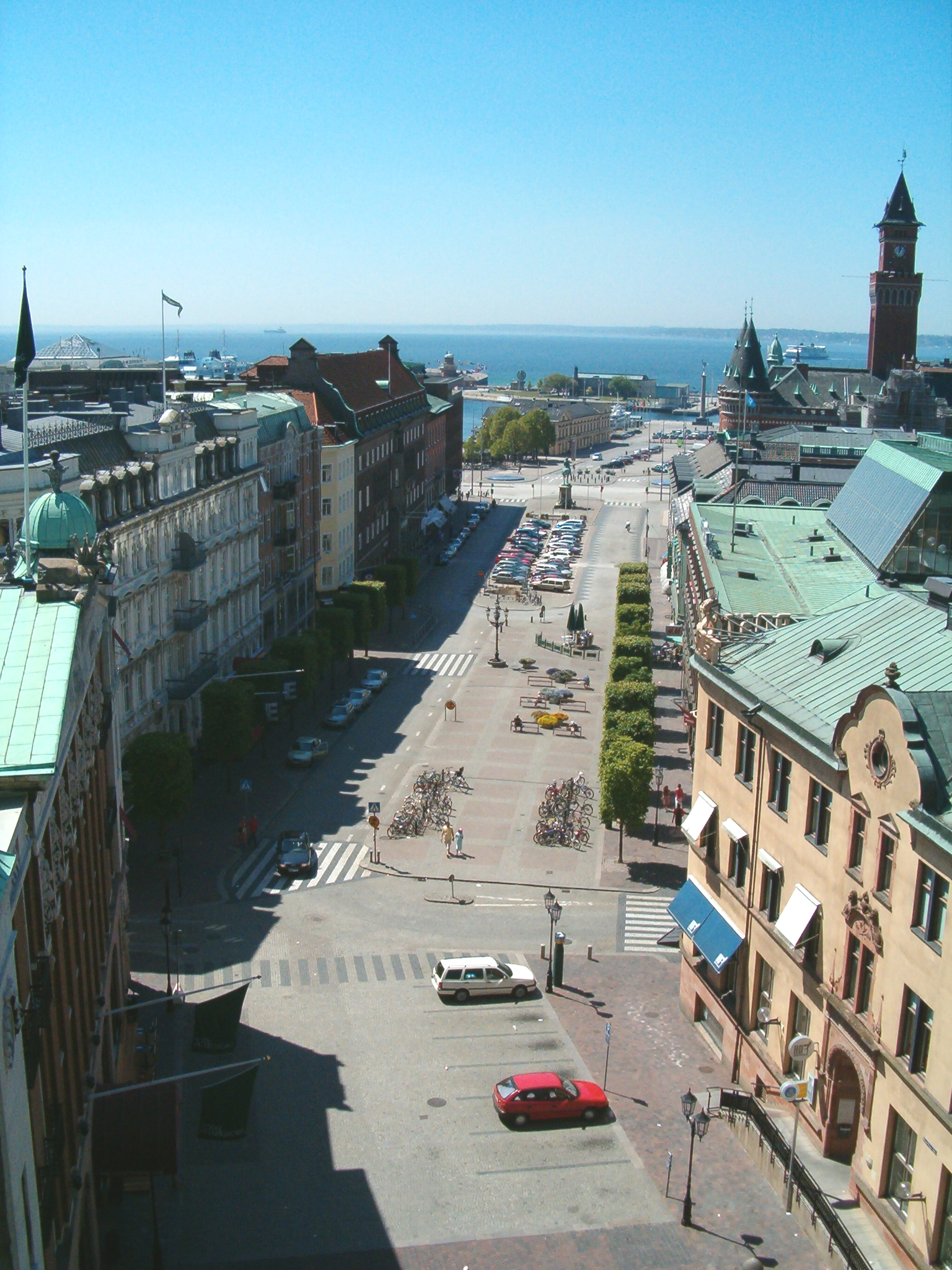
Utsikt över Stortorget från Terrasstrapporna. Konsul Trapps plats ses längst ner i bild.

Konsul Trapps plats är ett mindre torg i Helsingborg. Platsen var före 1903 en del av Stortorget och är beläget i dess östligaste del, mellan mötet av Södra och Norra Storgatorna i väster och Terrasstrapporna i öster. Sitt namn fick platsen för att hedra konsuln och riksdagsmannen Oscar Trapp, som bland annat var aktiv pådrivare av restaureringen av Kärnan, liksom Terrasstrappsprojektet - projektet med att bygga Terrasstrapporna.

## Historia
Torget fick sin utformning i samband med detta projekt år 1903 av arkitekten Gustaf Améen. Améen vann en arkitekttävling, utlyst 1897, om utformningen av Terrasstrapporna och platsen, före konstnären Robert Haglund på andra plats och arkitekt Gustaf Hermansson på tredje. Byggnationen av platsen krävde att man rev de byggnader som tidigare bildade fond åt Stortorget i öster, vilka ägdes av Postverket och Skånes Enskilda Bank. Dessa ersattes sedan av helt nya byggnader längs platsens norra och södra sidor. Postverket utlyste 1899 en egen tävling om utformningen av sin nya byggnad, vilken även den vanns av Améen. Skånes Enskilda Bank kallade å sin sida in arkitekt Gustaf Wickman från Stockholm, som hade specialiserat sig på bankbyggnader. Det nya bankpalatset påbörjades 1901, medan posten började byggas 1902, båda stod klara i tid till Helsingborgsutställningen 1903, då Terrasstrapporna skulle invigas.
År 1923 uppfördes bronsskulpturen David, utförd av Ivar Johansson, nedanför Terrasstrapporna, som en donation från familjen Sommelius. Konstverket mötte dock flera protester, främst för dess placering, men även för ynglingens nakenhet, och man tvingades redan tre år senare flytta skulpturen till Vikingsbergsparken, där den stod fram tills den återfördes 2009.

## Arkitektur

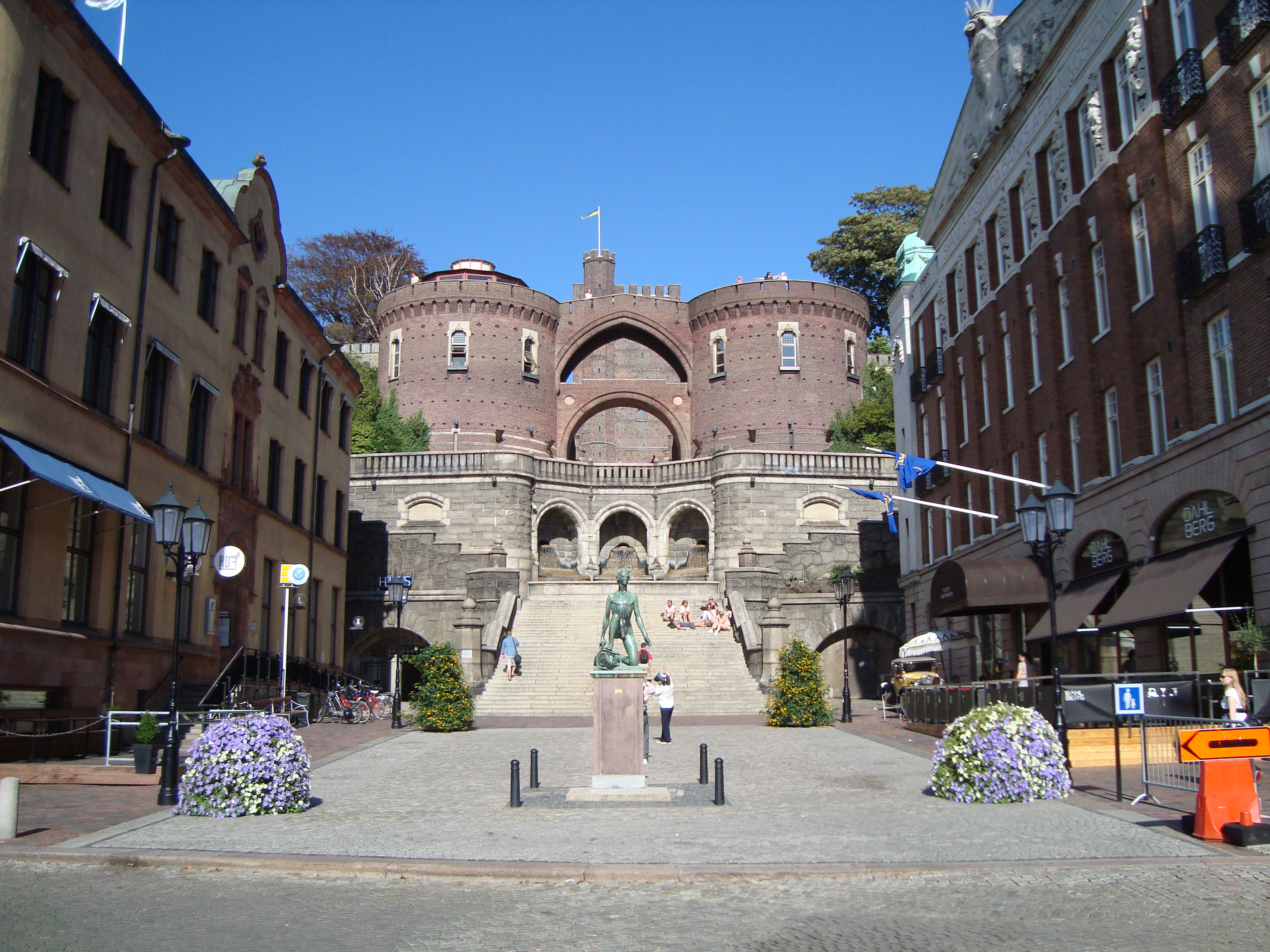
Konsul Trapps plats, sedd från Stortorget. I bildens vänstra sida syns Posthuset och till höger Skånes Enskilda Bank. I fonden syns Terrasstrapporna och framför dessa statyd David.

Platsen inramas av tre byggnader i form av Posthuset i norr, Terrasstrapporna i öster och Skånes Enskilda Banks byggnad i söder, alla i skiftande arkitektonisk stil. De två byggnaderna i norr och söder är uppförda i fyra våningar med ett monumentalt formspråk. Posthuset är uppfört i jugend med en fasad i ljusgul slätputs med en sockel och detaljer av övedsandsten. Ursprungligen hade byggnaden två plåtklädda hörntorn, som dock togs bort under en ombyggnad 1940-41, då även fönstrens utformning ändrades. Bankbyggnaden byggdes i en stil inspirerad av 1600-talsklassicism med inslag av jugend. Byggnaden vilar på en sockel av granit och ovanför denna en byggnadskropp i rött förbländertegel från Skromberga, flankerad av hörntorn i kalksten, krönta av kopparhuvar. Centralt domineras byggnaden av en risalit krönt av ett pediment innehållande Skånes landskapsvapen. Terrasstrapporna är stilmässigt tvådelad, där den undre delen, uppförd i uddevallagranit, mer har drag av nybarock, medan den övre delen, uppförd i helsingborgstegel, med sina två runda torn sammanbundna av bågvalv, har ett mer medeltida uttryck.
Platsens yta har länge använts som bil- och cykelparkering, men 2009 genomfördes en omgestaltning som innebar en borttagning av parkeringen för att ge möjlighet till ett bättre torgliv, med plats för till exempel uteserveringar. Omgestaltningen innebar även att statyn David återfördes till sin gamla placering, nedanför trapporna.